# Godfried II van Leuven
Godfried II, bijgenaamd de Jonge (ca. 1105 – 13 juni 1142) was landgraaf van Brabant en (als Godfried VI) hertog van Neder-Lotharingen.
Godfried was de oudste zoon van Godfried I van Leuven en Ida van Namen. De eerst bekende vermelding is uit 1131 toen hij een schenking deed aan de abdij van Gembloers. Vanaf 1136 nam hij bestuurstaken van zijn oude vader over.
Zijn vader, Godfried I was landgraaf van Brabant en markgraaf van Antwerpen en noemde zich hertog, omdat hij een aantal jaren hertog van Neder-Lotharingen was geweest. Bij het overlijden van zijn vader in januari 1139 verwierf Godfried II het graafschap Brabant en verviel het markgraafschap Antwerpen aan de regerende hertog van Neder-Lotharingen, Walram II van Limburg.
Maar Walram overleed kort daarop in juli 1139 en zowel Godfried als Hendrik II van Limburg, zoon van Walram, eisten de functie van hertog van Neder-Lotharingen op. Keizer Koenraad III van Hohenstaufen stelde een compromis voor waarbij het hertogdom in twee nieuwe hertogdommen zou worden gesplitst: Godfried zou dan het westelijke deel krijgen en Hendrik het oostelijke deel. De onderhandelingen mislukten en de beide contrahenten trokken ten oorlog tegen elkaar. De manschappen van Godfried versloegen die van Hendrik in een korte veldtocht, en bezetten Sint-Truiden en Aken. Partijen kwamen overeen dat Godfried zowel de heerschappij van het hertogdom Neder-Lotharingen verwierf als van het markgraafschap Antwerpen. Hendrik bleef zich echter nog wel hertog noemen. Hiermee zijn de hertogdommen Brabant en Limburg ontstaan.
De heren van Mechelen uit het geslacht Berthout ondersteunden Hendrik en weigerden in het roerige jaar 1139 om Godfried als hertog te erkennen. Hierdoor braken de Grimbergse Oorlogen uit.
Godfried overleed aan een leverziekte en werd begraven in de Sint-Pieterskerk (Leuven).
Godfried was gehuwd met Lutgardis van Sulzbach. 
Ze hadden een zoon: Godfried III van Leuven echter ook een mogelijke 2e zoon Gisbert Lewis waar het geslacht Heers uit voortkwam ook hij droeg het familiewapen met de leeuw en zijn kinderen en kleinkinderen werden achtereenvolgens weer Godefroid, Gisbert en weer Godefroid genoemd.

## Voorouders
| Voorouders van Godfried II van Leuven | Voorouders van Godfried II van Leuven                                       | Voorouders van Godfried II van Leuven                                       | Voorouders van Godfried II van Leuven                                       | Voorouders van Godfried II van Leuven                                       | Voorouders van Godfried II van Leuven                              | Voorouders van Godfried II van Leuven                              | Voorouders van Godfried II van Leuven                              | Voorouders van Godfried II van Leuven                              |
| ------------------------------------- | --------------------------------------------------------------------------- | --------------------------------------------------------------------------- | --------------------------------------------------------------------------- | --------------------------------------------------------------------------- | ------------------------------------------------------------------ | ------------------------------------------------------------------ | ------------------------------------------------------------------ | ------------------------------------------------------------------ |
| Overgrootouders                       | Lambert II Balderik (±993–1054) ∞ Oda van Verdun (990-1060)                 | Lambert II Balderik (±993–1054) ∞ Oda van Verdun (990-1060)                 | Everhard van Teisterbant (-) ∞ ? (-)                                        | Everhard van Teisterbant (-) ∞ ? (-)                                        | Arnold I van Chiny (1045-1106) ∞ Adelheid van Montdidier (–)       | Arnold I van Chiny (1045-1106) ∞ Adelheid van Montdidier (–)       | Albert III van Namen (1035-1102) ∞ Ida van Saksen (1035-1107)      | Albert III van Namen (1035-1102) ∞ Ida van Saksen (1035-1107)      |
| Grootouders                           | Hendrik II van Leuven (1140-1190) ∞ Adela van Teisterbant (+/-1040-+/-1086) | Hendrik II van Leuven (1140-1190) ∞ Adela van Teisterbant (+/-1040-+/-1086) | Hendrik II van Leuven (1140-1190) ∞ Adela van Teisterbant (+/-1040-+/-1086) | Hendrik II van Leuven (1140-1190) ∞ Adela van Teisterbant (+/-1040-+/-1086) | Otto II van Chiny (1065-1131) ∞ Adelheid van Namen (-)             | Otto II van Chiny (1065-1131) ∞ Adelheid van Namen (-)             | Otto II van Chiny (1065-1131) ∞ Adelheid van Namen (-)             | Otto II van Chiny (1065-1131) ∞ Adelheid van Namen (-)             |
| Ouders                                | Godfried I van Leuven (1063-1139) ∞ 1099 Ida van Chiny (1078-1117)          | Godfried I van Leuven (1063-1139) ∞ 1099 Ida van Chiny (1078-1117)          | Godfried I van Leuven (1063-1139) ∞ 1099 Ida van Chiny (1078-1117)          | Godfried I van Leuven (1063-1139) ∞ 1099 Ida van Chiny (1078-1117)          | Godfried I van Leuven (1063-1139) ∞ 1099 Ida van Chiny (1078-1117) | Godfried I van Leuven (1063-1139) ∞ 1099 Ida van Chiny (1078-1117) | Godfried I van Leuven (1063-1139) ∞ 1099 Ida van Chiny (1078-1117) | Godfried I van Leuven (1063-1139) ∞ 1099 Ida van Chiny (1078-1117) |
| Godfried II van Leuven (1105-1142)    |                                                                             |                                                                             |                                                                             |                                                                             |                                                                    |                                                                    |                                                                    |                                                                    |

- Gemeinsame Normdatei: 137316089
- Virtual International Authority File: 81523474